# Finala Ligii Campionilor 2010
Finala Ligii Campionilor 2010 a fost un meci de fotbal, ultimul meci al sezonului 2009–2010 al competiției, care s-a jucat pe Stadionul Santiago Bernabéu din Madrid la data de 22 mai 2010. Finala a fost disputată între Internazionale și Bayern, Internazionale învingând cu 2-0. În noiembrie 2007 s-a decis ca finala să se dispute într-o zi de sâmbătă și nu de miercuri, ca până atunci.
Inter va juca împotriva câștigătorilor finalei Europa League, Atlético Madrid, pentru Supercupa Europei 2010 și, de asemenea, vor participa și la Campionatul Mondial al Cluburilor FIFA 2010.

## Context
Înainte de finala din 2010 Bayern München și Internazionale s-au mai întâlnit de patru ori în competițiile europene. În aceste meciuri Bayern s-a impus de două ori, Inter o dată, iar un singur meci s-a terminat la egalitate. Prima întâlnire a avut loc în sezonul 1988-89 al Cupei UEFA, Inter a câștigat meciul tur de pe Olympiastadion cu 2–0, dar în retur Bayern a întors soarta calificării, câștigând cu 3-1 pe Giuseppe Meazza, obținând astfel calificarea pentru sferturile de finală ale competiției. Următoarele două întâlniri ale celor două au avut loc în sezonul 2006-2007 al Ligii Campionilor, când cele două au jucat în grupa B alături de Spartak Moscova și Sporting CP. Primul meci Bayern-Inter s-a jucat pe Giuseppe Meazza, Bayern câștigând cu 2-0, iar returul s-a încheiat cu scorul de 1–1.
Ambele echipe încearcă să obțină tripla în acest sezon, o performanță ce nu a mai fost realizată de nicio echipă italiană sau germană. Inter a fost aproape să realizeze tripla în sezonul 1964-65 când a câștigat Serie A, Cupa Campionilor Europeni, dar a pierdut cu 1–0 în finala Coppa Italia, în fața rivalilor de la Juventus Torino. Bayern a câștigat al 22-lea titlu în Bundesliga, după ce a învins în utima etapă cu scorul de 3-1 pe Hertha BSC, iar 7 zile mai târziu a câștigat finala 2010 DFB-Pokal învingând cu 4-0 pe Werder Bremen De cealaltă parte, Inter a învins, pe 15 mai, pe AS Roma cu scorul de 1-0 pentru a câștiga a șasea Coppa Italia, iar la data de 16 mai și-a asigurat al cincilea campionat câștigat la rând, printr-o victorie cu 1-0 împotriva retrogradatei AC Siena.
Ambii antrenori au în palmares o Ligă a Campionilor: Louis van Gaal, antrenorul echipei Bayern, a câștigat Liga Campionilor și cu Ajax în sezonul 1994-1995, iar antrenorul Interului José Mourinho este considerat principalul artizan al succesului din sezonul 2003-2004 al clubului portughez FC Porto. Managerul echipei câștigătoare va deveni al treilea manager care a câștigat Liga Campionilor cu două echipe diferite, cei doi antrenori care au reușit această performanță anterior fiind Ernst Happel (Feyenoord în sezonul 1969-1970 și Hamburg în sezonul 1982-1983) și Ottmar Hitzfeld (Borussia Dortmund în sezonul 1996-1997 și Bayern München în sezonul 2000-2001). Este a cincea finală din istoria competiției în care ambii antrenori au în palmares o Ligă a Campionilor, celelate finale fiind cele din: 1962, 1978, 2002 și 2007; de asemenea va fi prima finală în care au ajuns două cluburi care s-au clasat pe locul 2 în grupele lor.

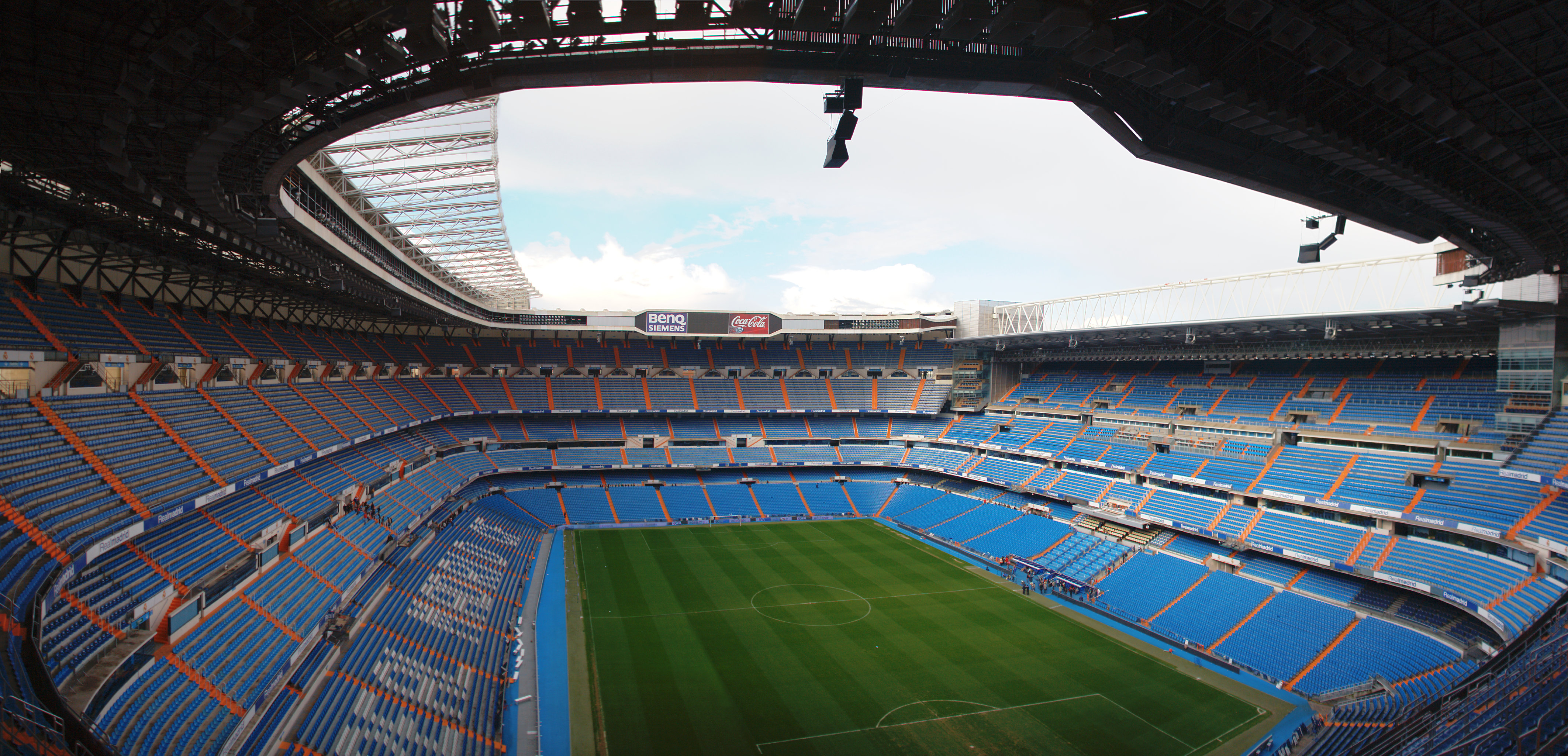

Stadionul Santiago Bernabéu a mai fost gazdă a trei finale europene: în 1957, 1969 și în 1980. Real Madrid a câștigat finala din 1957 (a doua din cele 5 consecutive câștigate între 1956 și 1961), învingând echipa italiană AC Fiorentina cu scorul de 2-0, în fața a 120.000 de fani. În finala din 1969, AC Milan a învins cu 4-1 pe Ajax, iar în 1980 Nottingham Forest a trecut de Hamburg cu scorul de 1-0.
Stadionul a fost inaugurat în 1947 în urma alegerii lui Santiago Bernabéu Yeste în funcția de președinte al clubului Real Madrid. La data inaugurării stadionului, acesta avea o capacitate de 75.000 de locuri, ulterior mărită la 120.000 în 1954. Stadionul a fost ales pentru a fi una dintre gazdele meciurilor de la Euro 1964. Pentru a pregăti Campionatul Mondial de Fotbal 1982, stadionul a intrat în renovare pentru a fi adus la standarde FIFA. În urma acestor lucrări de renovare, s-a redus capacitatea la 90.800 de locuri și s-a instalat un acoperiș parțial. Introducerea în 1998 a scaunelor a redus din nou capacitatea stadionului acesta ajungând la 75.000, dar după extinderea din 2006 capacitatea a fost din nou mărită la puțin peste 80.000 de locuri. Pentru finala din 2010, din motive de siguranță, vor fi disponibile numai 75.000 de bilete.

## Drumul către finală
Pentru mai multe detalii despre acest subiect, vedeți Liga Campionilor 2009-2010.
| Clubul         | M | V | E | Î | GM | GP | G  | Pct |
| -------------- | - | - | - | - | -- | -- | -- | --- |
| Bordeaux       | 6 | 5 | 1 | 0 | 9  | 2  | +7 | 16  |
| Bayern München | 6 | 3 | 1 | 2 | 9  | 5  | +4 | 10  |
| Juventus       | 6 | 2 | 2 | 2 | 4  | 7  | −3 | 8   |
| Maccabi Haifa  | 6 | 0 | 0 | 6 | 0  | 8  | −8 | 0   |

| Clubul         | M | V | E | Î | GM | GP | G  | Pct |
| -------------- | - | - | - | - | -- | -- | -- | --- |
| Barcelona      | 6 | 3 | 2 | 1 | 7  | 3  | +4 | 11  |
| Internazionale | 6 | 2 | 3 | 1 | 7  | 6  | +1 | 9   |
| Rubin Kazan    | 6 | 1 | 3 | 2 | 4  | 7  | −3 | 6   |
| Dinamo Kiev    | 6 | 1 | 2 | 3 | 7  | 9  | −2 | 5   |

## Biletele

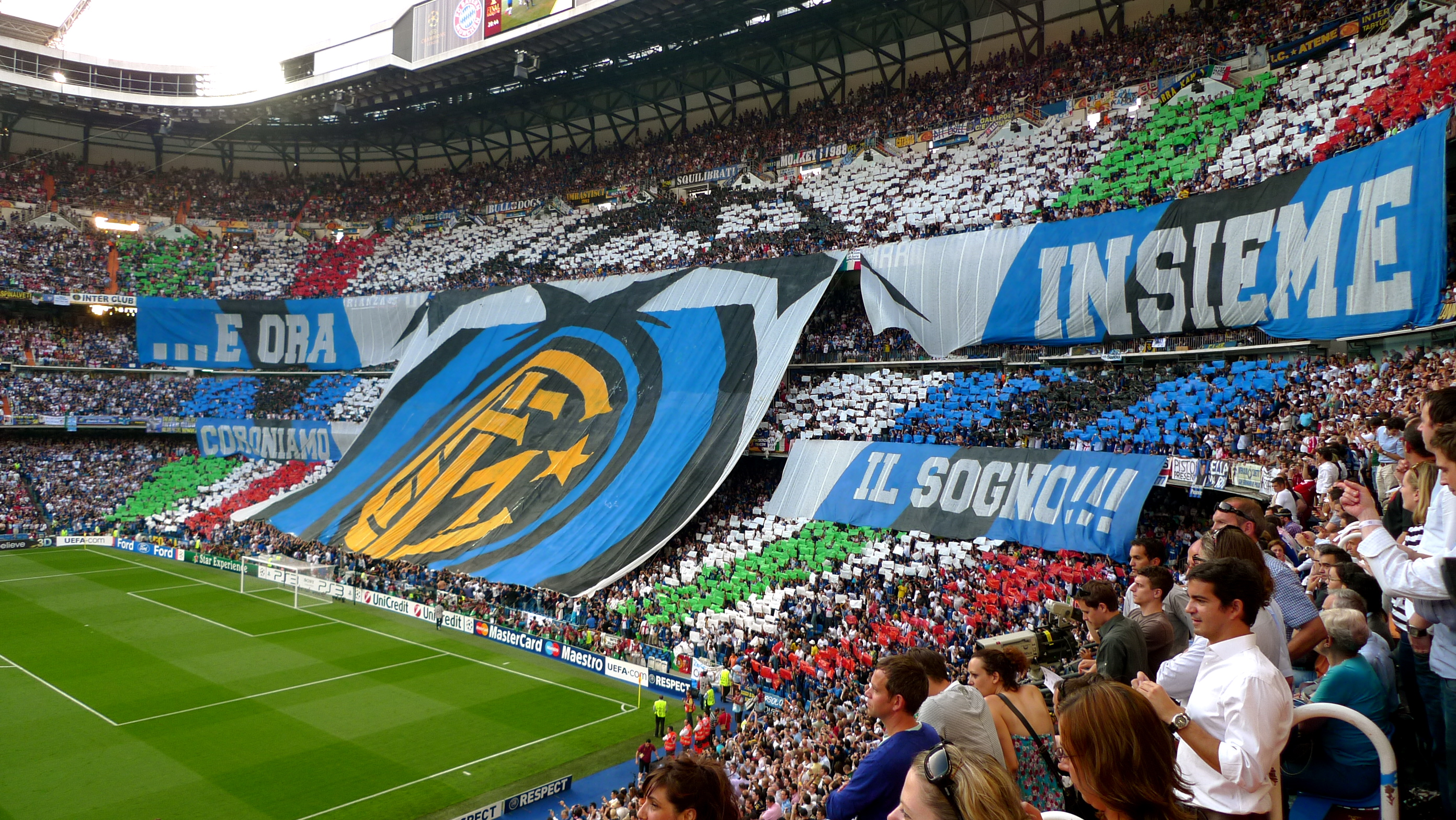
Fanii celor de la Internazionale afișează un banner uriaș înainte de începutul meciului.

Deși capacitatea maximă a Stadionului Santiago Bernabéu este de 80.354, pentru finala Ligii Campionilor 2010 capacitatea netă este de 75.000. Cele două finaliste au primit fiecare 21.000 de bilete, alte 11.0000 de bilete au fost puse la dipoziția publicului larg. Perioada de depunere a cererilor pentru aceste bilete a început la 8 martie și s-a terminat pe 19 martie, câștigători au fost determinați prin tragere la sorți. Aceste cifre includ și biletele rezervate pentru copii, 2000 de bilete din cota de bilete rezervate fiecărei echipe a fost alocată copilor și însoțitorilor adulți ai acestora, de asemenea 1000 de bilete destinate publicului larg au avut aceeași destinație. 500 de bilete au fost rezervate copiilor care au participat la activitățile de pregătire ale finalei.
Restul biletelor, aproximativ 21.000, se distribuie sponsorilor și invitaților ce fac parte din „familia fotbalului”.

## Mingea oficială
Mingea oficială de meci pentru finala Ligii Campionilor 2010, Adidas Finale Madrid a fost lansată la data de 9 martie 2010. Este a zecea minge care utilizează designul Starball, design care a devenit sinonim cu Liga Campionilor UEFA. Fiecare stea de pe minge are un element caracteristic din logo-ul fiecăreia din ultimele 10 finale ale Ligii Campionilor, desenat în aur. Fiecare stea aurie are o margine roșie, ce aduce aminte de steagul Spaniei, iar culoarea de bază, albul, aduce aminte de echipamentul echipei Real Madrid. Mingea păstrează textura „goosebump” a celor două mingi anterioare, dar configurația panourilor a fost schimbată pentru Madrid Finale, cu fiecare stea fiind proiectarea într-un singur panou.

## Meci

### Detalii
| Bayern München | 0 — 2   | Internazionale |
| -------------- | ------- | -------------- |
|                | Cronica | Milito 35' 70' |

| Bayern München | Internazionale |

| BAYERN MÜNCHEN: |    |                         |
|                 |    |                         |
| P               | 22 | Hans-Jörg Butt          |
| F               | 21 | Philipp Lahm            |
| F               | 5  | Daniel Van Buyten       |
| F               | 6  | Martín Demichelis 26'   |
| F               | 28 | Holger Badstuber        |
| M               | 17 | Mark van Bommel (c) 78' |
| M               | 31 | Bastian Schweinsteiger  |
| M               | 10 | Arjen Robben            |
| A               | 25 | Thomas Müller           |
| M               | 8  | Hamit Altıntop 63'      |
| A               | 11 | Ivica Olić 74'          |
| Rezerve:        |    |                         |
| P               | 1  | Michael Rensing         |
| F               | 13 | Andreas Görlitz         |
| F               | 26 | Diego Contento          |
| M               | 23 | Danijel Pranjić         |
| M               | 44 | Anatoliy Tymoschuk      |
| A               | 18 | Miroslav Klose 63'      |
| A               | 33 | Mario Gómez 74'         |
| Antrenor:       |    |                         |
| Louis van Gaal  |    |                         |

| INTERNAZIONALE: |    |                        |
|                 |    |                        |
| P               | 12 | Júlio César            |
| F               | 13 | Maicon                 |
| F               | 6  | Lúcio                  |
| F               | 25 | Walter Samuel          |
| F               | 26 | Cristian Chivu 30' 68' |
| M               | 4  | Javier Zanetti (c)     |
| M               | 19 | Esteban Cambiasso      |
| M               | 10 | Wesley Sneijder        |
| A               | 9  | Samuel Eto'o           |
| A               | 22 | Diego Milito 90+2'     |
| A               | 27 | Goran Pandev 79'       |
| Rezerve:        |    |                        |
| P               | 1  | Francesco Toldo        |
| F               | 2  | Iván Córdoba           |
| F               | 23 | Marco Materazzi 90+2'  |
| M               | 5  | Dejan Stanković 68'    |
| M               | 11 | Sulley Muntari 79'     |
| M               | 17 | McDonald Mariga        |
| A               | 45 | Mario Balotelli        |
| Antrenor:       |    |                        |
| José Mourinho   |    |                        |

| Omul meciului conform UEFA: Diego Milito Omul meciului conform fanilor: Wesley Sneijder Arbitri asistenți: Mike Mullarkey Darren Cann Arbitru de rezervă: Martin Atkinson |

### Statistici
|                   | Bayern München | Internazionale |
| ----------------- | -------------- | -------------- |
| Goluri marcate    | 0              | 1              |
| Total șuturi      | 10             | 7              |
| Șuturi pe poartă  | 1              | 4              |
| Posesia mingii    | 67%            | 33%            |
| Cornere           | 2              | 0              |
| Faulturi          | 8              | 6              |
| Offsides          | 0              | 0              |
| Cartonașe galbene | 1              | 1              |
| Cartonașe roșii   | 0              | 0              |

|                   | Bayern München | Internazionale |
| ----------------- | -------------- | -------------- |
| Goluri marcate    | 0              | 1              |
| Total șuturi      | 11             | 4              |
| Șuturi pe poartă  | 5              | 3              |
| Posesia mingii    | 69%            | 31%            |
| Cornere           | 4              | 2              |
| Faulturi          | 8              | 7              |
| Offsides          | 0              | 0              |
| Cartonașe galbene | 1              | 0              |
| Cartonașe roșii   | 0              | 0              |

|                   | Bayern München | Internazionale |
| ----------------- | -------------- | -------------- |
| Goluri marcate    | 0              | 2              |
| Total șuturi      | 21             | 11             |
| Suturi pe poartă  | 6              | 7              |
| Posesia mingii    | 68%            | 32%            |
| Cornere           | 6              | 2              |
| Faulturi          | 16             | 13             |
| Offsides          | 0              | 0              |
| Cartonașe galbene | 2              | 1              |
| Cartonașe roșii   | 0              | 0              |